# BP-1 (pociąg pancerny)

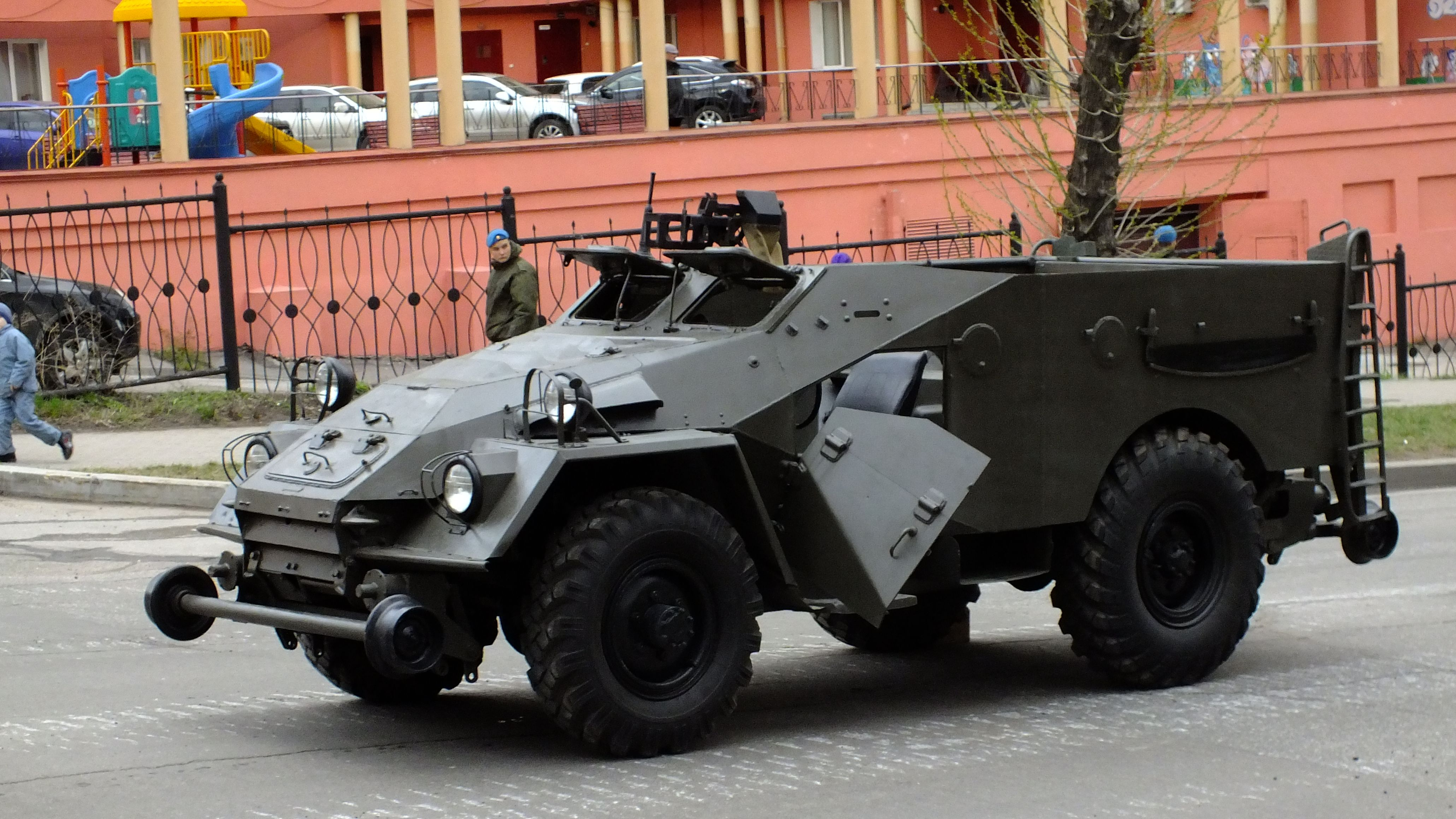
Transporter opancerzony BTR-40 – takie pojazdy wchodziły w skład pociągu pancernego BP-1

BP-1 (ros. БП-1, skrót od броневой поезд, модель 1 – pociąg pancerny model 1) – seria radzieckich pociągów pancernych zbudowanych na początku lat 70. XX wieku przez Charkowską Fabrykę Parowozów. Powstało łącznie 4 lub 5 pociągów z tej serii. 

## Charakterystyka
Skład pociągu pancernego jako formacji liczył łącznie 270 osób, z czego 59 stanowiło załogę własną pociągu, a pozostali stanowili załogę 5 samodzielnych opancerzonych jednostek BTL-1. Opancerzenie było zróżnicowane i wahało się od 6 do 20 mm. Cały pociąg składał się z następujących elementów:
- opancerzona lokomotywa spalinowa TG20 wyposażona w 4 karabiny maszynowe i dwupoziomową kabinę z przedziałem maszynisty na dole i przedziałem bojowym z dowódcą na górze;
- opancerzony wagon dowodzenia i komunikacji wyposażony w 2 zestawy przeciwlotniczych karabinów maszynowych ZPU-4;
- opancerzony wagon przeciwlotniczy wyposażony w 2 zestawy działek ZU-23-2;
- 8 platform kolejowych:
  - 2 platformy przewożące materiały naprawcze i zabezpieczenia przed minami i fugasami;
  - 2 platformy przewożące czołg PT-76 z opancerzonymi składanymi rampami;
  - 4 platformy przewożące po 2 kołowe transportery opancerzone BTR-40 (zmodyfikowane do poruszania się po torach);
- 5 samodzielnych opancerzonych jednostek BTL-1 mogących poruszać się wraz z całym pociągiem lub niezależnie od niego.

Opancerzona lokomotywa spalinowa znajdowała się pomiędzy wagonami pancernymi z jednostką napędową skierowaną przodem do przeciwnika, a platformy sterownicze umieszczano w przedniej i tylnej części pociągu pancernego. Skład był wyposażony w specjalny sprzęt do pokonywania odcinków z naruszeniem skrajni i przy uszkodzeniu szyn. Pociąg pancerny mógł być wyposażony w przenośne systemy obrony powietrznej Strzała-1.
W skład pojedynczej jednostki BTL-1 wchodziła:
- opancerzona spalinowa lokomotywa manewrowa TGM-1 przewożąca dowódcę jednostki, 9 żołnierzy desantu, radiooperatora, sanitariusza oraz dwóch maszynistów;
- 2 platformy przewożące czołg T-55 lub T-62 oraz transporter opancerzony dla 8 ludzi z 4 karabinami maszynowymi.

Dopuszczalna liczba załogi takiej jednostki wynosiła 22 osoby. 
Ponadto w skład pociągu pancernego jako jednostki wojskowej wchodził również:
- pluton strzelców zmotoryzowanych,
- pluton rakiet przeciwlotniczych,
- pluton saperów,
- sekcja trakcyjna,
- baza przeznaczona do zakwaterowania sztabu, personelu oraz będąca magazynem paliwa, wody, amunicji, żywności, sprzętu naprawczego, rozpoznawczego i łączności; składała się z lokomotywy spalinowej, kilku wagonów pasażerskich i towarowych, drezyny, samochodów i transporterów opancerzonych (tzw. czarna lokomotywa).

Pociąg pancerny posiadał również na swoim stanie pojazdy: 7 ciężarówek i pojazdów specjalnych oraz motocykl. Wszystkie czołgi i transportery opancerzone wchodzące w skład pociągu pancernego mogły poruszać się o własnych siłach i być wykorzystywane poza linią kolejową. 

## Służba
Pociągi pancerne BP-1 był używane na terenach zabajkalskich oraz na dalekim wschodzie do osłaniania Kolei Transsyberyjskiej. W 1990 roku zostały przeniesione na Zakaukazie, by pomagać lokalnym władzom w utrzymywaniu porządku w punktach zapalnych na terenie dawnej Azerbejdżańskiej SRR. Według niektórych doniesień znajdują się one obecnie w bazie przechowywania broni rakietowej i artyleryjskiej w pobliżu Czyty. 
2 dywizje pociągów pancernych (jednostki wojskowe) stacjonowały w miasteczku wojskowym oddalonym od Czyty o 40 km z własnymi drogami dojazdowymi i bocznicą kolejową. 